# Тодор Влайков
Тодор Генчов Влайков, також відомий під псевдонімом Веселін — болгарський письменник, громадський діяч і політик.

## Біографія
Народився 13 лютого 1865 року в Пирдопі. У 1888 році закінчив історико-філологічний факультет Московського університету. Засновник (1895) та голова (1898) Союзу болгарських вчителів. Реальний член БКД (нинішня Болгарська академія наук) з 1900 року.
У 1890 році Тодор Влайков і Тодор Йончев заснували в Мирково перший болгарський землеробський кооператив «Орало».
Влайков є одним із засновників і першим лідером Радикальної демократичної партії. Під час заснування Демократичного союзу в 1923 році він приєднався до групи, яка розробила першу програму нової партії.

## Післясмертне визнання
Кінотеатр «Влайкова»
У 1926 р. за ініціативою Марії Влайкової, дружини Тодора Г. Влайкова — відкрита будівля під відкритим небом, призначена для розміщення Національного кінотеатру. Відразу після цього новобудова по вул. «Цар Іван Асен II» була подарована Міністерству національної освіти, а пізніше кінотеатр отримав назву «Влайкова».
Національна літературна нагорода «Тодор Влайков»
У 2007 році було встановлено рішенням міської ради міста Пирдоп про створення Національної літературної премії «Тодор Влайков» .

## Галерея

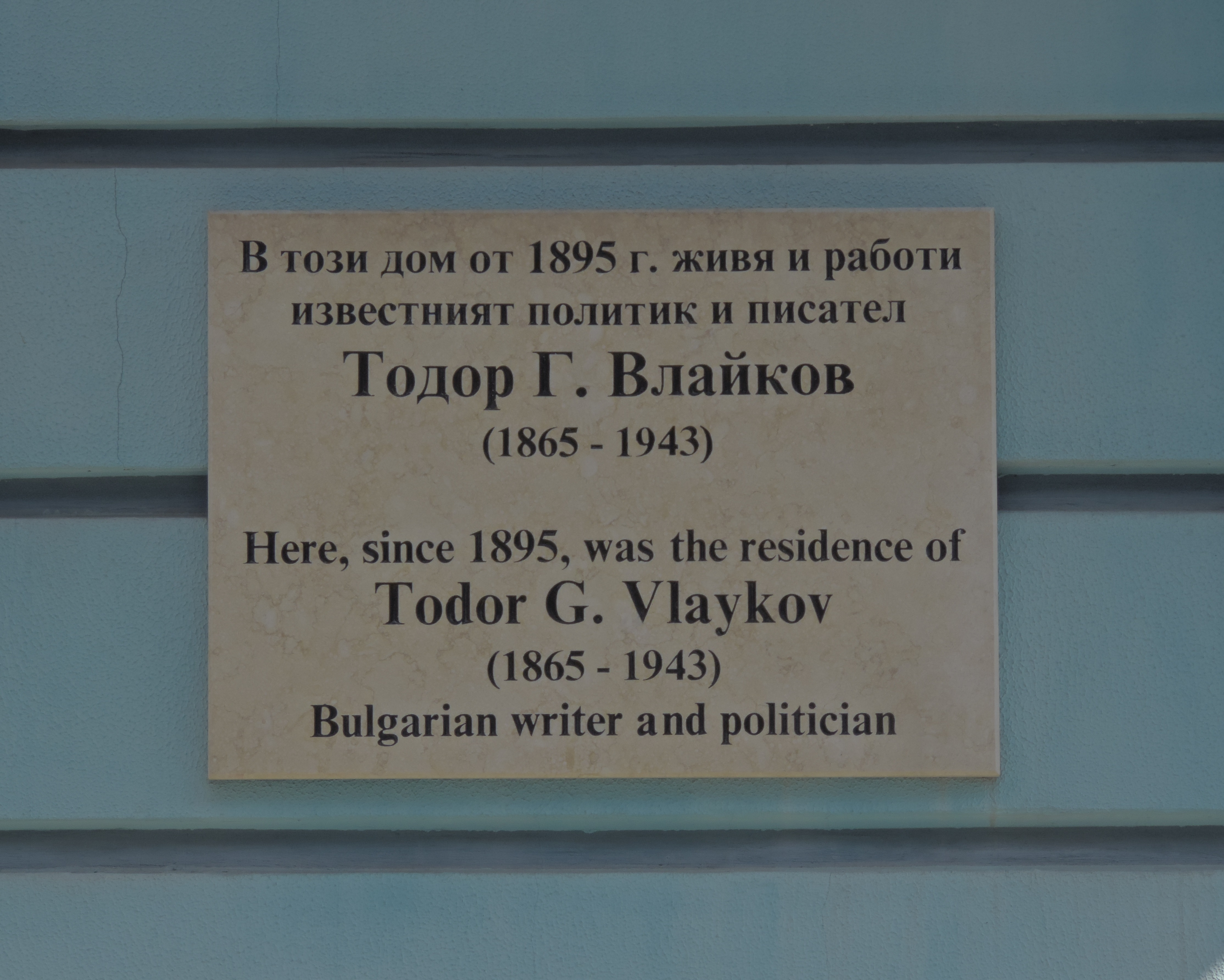
Меморіальна дошка будинку, де жив Влайков з 1895 року
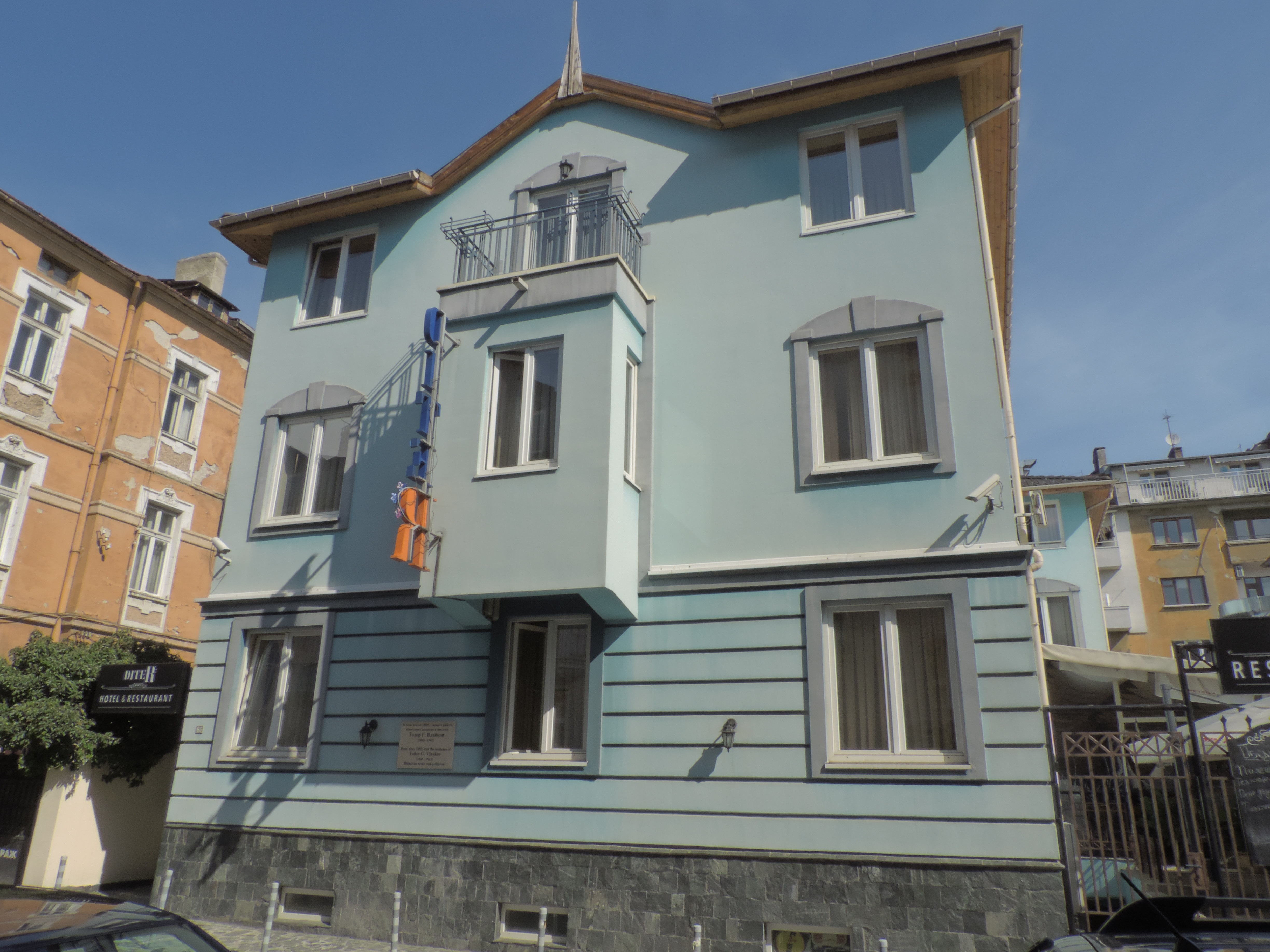
Будинок розташований на вул. Хан Аспарух, 65А, Софія
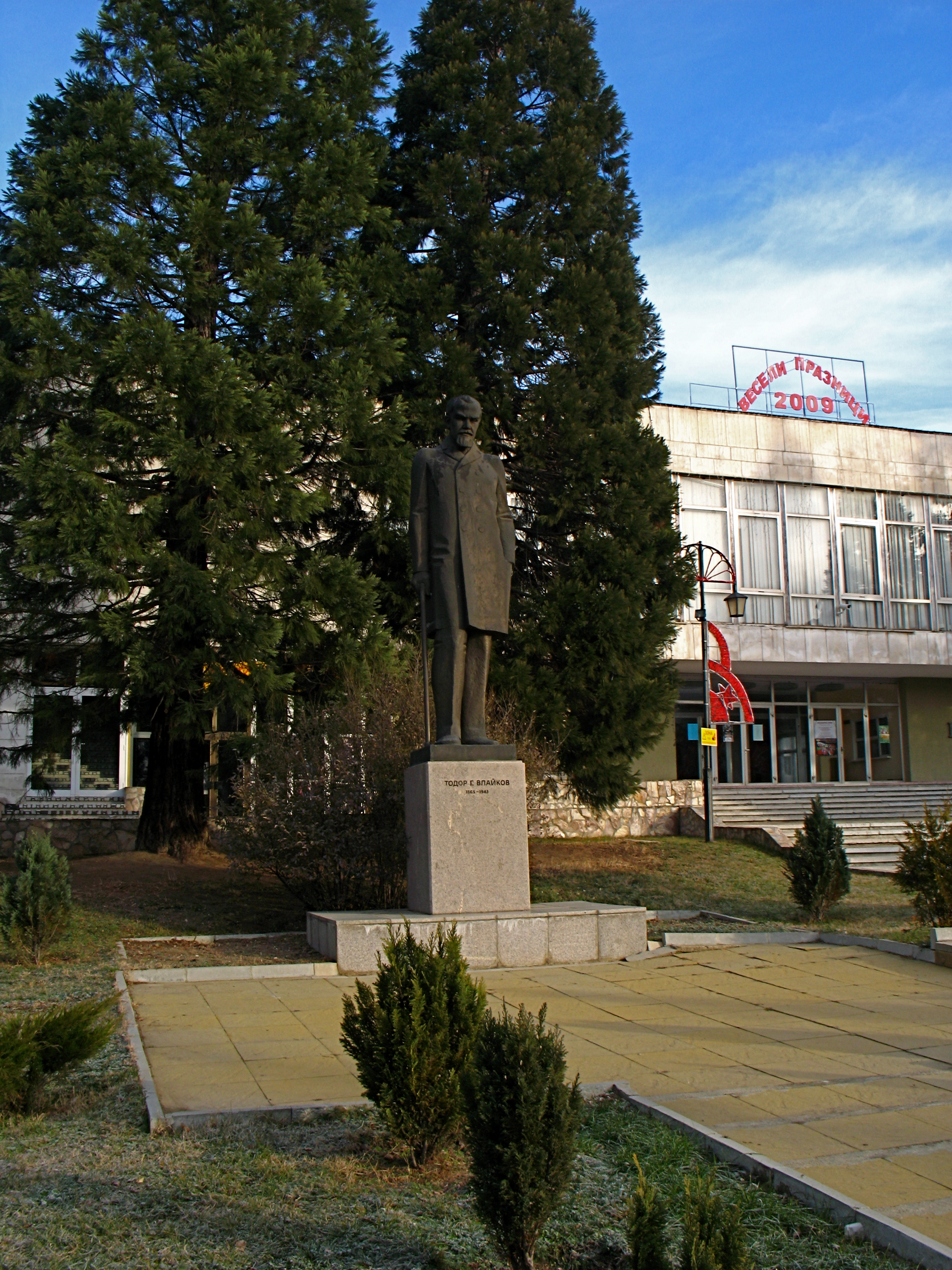
Пам`ятник Тодору Влайкову
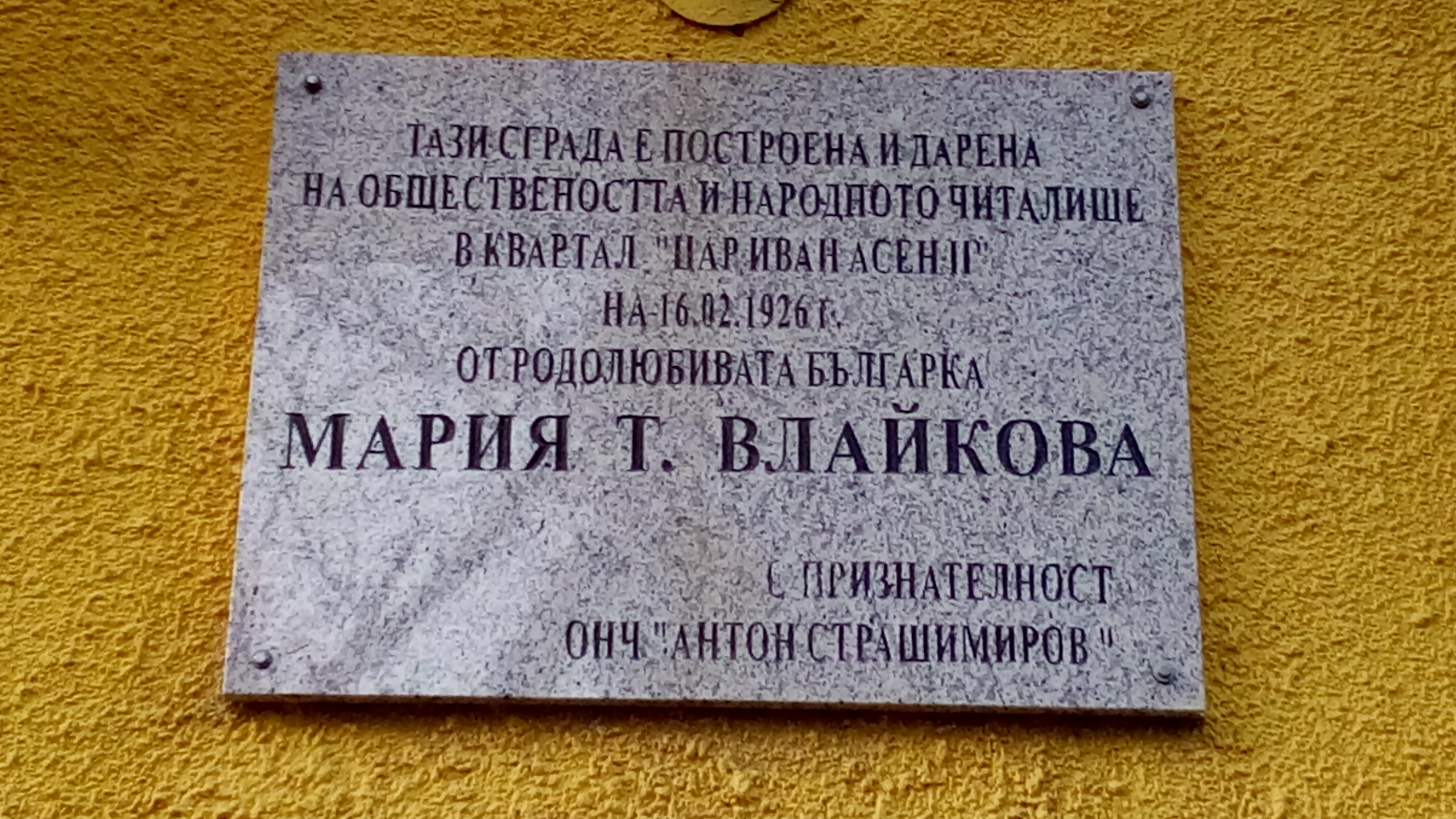
Меморіальна дошка Марії Влайкової на стіні кінотеатру